# Кошелёво (Московская область)
Кошелёво — деревня в Талдомском районе Московской области России. Входит в состав сельского поселения Квашёнковское. Население — 861 чел. (2010).

## География
Расположена в северной части района, примерно в 18 км к северо-востоку от центра города Талдома, на левом берегу впадающей в Угличское водохранилище на Волге реки Хотчи. Связана автобусным сообщением с районным центром. В деревне одна улица — Мира. Ближайшие населённые пункты — деревни Старая Хотча и Новая Хотча.

## Население
| 1859 | 1888 | 1926 | 2002 | 2006 | 2010 |
| ---- | ---- | ---- | ---- | ---- | ---- |
| 177  | ↘172 | ↘142 | ↗752 | ↗906 | ↘861 |

## История
В «Списке населённых мест» 1862 года Кошелево — владельческая деревня 2-го стана Калязинского уезда Тверской губернии между Дмитровским и Углицко-Московским трактами, в 39 верстах от уездного города, при реке Хотче, с 21 двором и 177 жителями (78 мужчин, 99 женщин).
По данным 1888 года входила в состав Озерской волости Калязинского уезда, проживало 172 человека (81 мужчина, 91 женщина).
Постановлением президиума ВЦИК от 15 августа 1921 года Озерская волость была включена в состав Ленинского уезда Московской губернии.
По материалам Всесоюзной переписи населения 1926 года — центр Кошелёвского сельского совета Озерской волости Ленинского уезда, проживало 142 жителя (55 мужчин, 87 женщин), насчитывалось 35 хозяйства, среди которых 29 крестьянских.
С 1929 года — населённый пункт в составе Ленинского района Кимрского округа Московской области.
Постановлением ЦИК и СНК от 23 июля 1930 года округа́ как административно-территориальные единицы были ликвидированы. Постановлением Президиума ВЦИК от 27 декабря 1930 года городу Ленинску было возвращено историческое наименование Талдом, а район был переименован в Талдомский.
В 1954 году Кошелёвский сельсовет был упразднён, а его территория передана Игумновскому сельсовету.
1963—1965 гг. — Кошелёво в составе Дмитровского укрупнённого сельского района.
В 1973 году в деревню был перенесён административный центр Озерского сельсовета, в состав которого она вошла после упразднения Игумновского сельсовета, а сельсовет стал вновь называться Кошелёвским.
В 1994 году Московской областной думой было утверждено положение о местном самоуправлении в Московской области, сельские советы как административно-территориальные единицы были преобразованы в сельские округа.
1994—2004 гг. — деревня Кошелёвского сельского округа Талдомского района.
Постановлением Губернатора Московской области от 3 июня 2004 года № 106-ПГ Кошелёвский сельский округ был объединён с Ермолинским и Николо-Кропоткинским сельскими округами в единый Ермолинский сельский округ.
2004—2006 гг. — деревня Ермолинского сельского округа Талдомского района.
2006—2009 гг. — деревня сельского поселения Ермолинское.
В 2009 году деревня Кошелёво вошла в состав сельского поселения Квашёнковское, образованного путём выделения из состава сельского поселения Ермолинское.

## Образование
В деревне располагается одна школа и один детский сад :
- МБОУ Кошелёвская основная общеобразовательная школа

- МБДОУ Детский сад № 9 "Василек" [17]